# Sungrow Power Supply
Sungrow Power Supply Company Limited — китайская фотоэлектрическая компания, основные интересы которой сосредоточены в сфере производства солнечных инверторов, ветряных конвертеров, систем накопления энергии, контроллеров двигателей для электромобилей, а также в области обслуживания солнечных и ветряных электростанций. Крупнейшим акционером Sungrow является Цао Жэньсянь, который входит в число богатейших людей Китая.

## История
Компания Sungrow Power Supply была основана в 1997 году в городе Хэфэй профессором местного технологического университета Цао Жэньсянем. В 2018 году Sungrow открыла первую фабрику за пределами Китая, в Бангалоре. К концу 2022 года совокупная мощность инверторного оборудования Sungrow, установленного по всему миру, превысила 340 ГВт.

## Деятельность
Компания Sungrow Power Supply производит солнечные инверторы, системы накопления энергии (в том числе сверхбольшие аккумуляторы), оборудование для мониторинга работы солнечных электростанций, оборудование для плавучих солнечных электростанций, оборудование для зарядки электромобилей, оборудование для производства водорода.
По итогам 2021 года основная выручка пришлась на развитие и обслуживание солнечных и ветряных электростанций (40,1 %), фотоэлектрические инверторы и другое оборудование для преобразования электроэнергии (37,5 %), системы накопления энергии (13 %), ветряные преобразователи (4,9 %) и солнечную генерацию (2 %). На материковый Китай пришлось 62 % выручки, на зарубежные рынки — остальные 38 %.

## Акционеры
Основными акционерами Sungrow Power Supply являются Цао Жэньсянь (9,99 %), GF Fund Management (7,38 %), Luzhou Huizhuo Enterprise Management Partnership (4,86 %), China Merchants Fund Management (4,11 %), China Universal Asset Management (2,22 %), Zhong Ou Asset Management (1,8 %), E Fund Management (1,53 %) и Veritas Asset Management (1,18 %).